# NGC 1550
NGC 1550 في الفهرس العام الجديد، هي مجرة، تقع في كوكبة الثور (كوكبة). اكتشفت في 8 أكتوبر 1785 بواسطة ويليام هيرشل.

## روابط خارجية
- NGC 1550 على موقع ويكي سكاي: DSS2, SDSS, GALEX, IRAS, Hydrogen α, X-Ray, Astrophoto, Sky Map, Articles and images